# سیسی اسپیسک
سیسی اسپیسک (به انگلیسی: Sissy Spacek) هنرپیشه و خواننده اهل ایالات متحده آمریکا است. از آثاری که وی در آن‌ها حضور یافته است، میتوان به سریال هوم کامینگ اشاره کرد. وی از ۶ بار نامزدی جایزه اسکار برنده جایزه اسکار بهترین بازیگر نقش اول زن برای فیلم دختر معدنچی زغال‌سنگ در سال ۱۹۸۱ شده است.

## زندگی‌نامه
او با نام تولد، مری الیزابت اسپیسک (به انگلیسی: Mary Elizabeth Spacek) در روز کریسمس سال ۱۹۴۹ در کوئیتمن، تگزاس زاده شده است.

## زندگی خصوصی
اسپیسک در حین کار بر روی فیلم زمین‌های لم‌یزرع به کارگردانی ترنس مالیک با جک فیسک آشنا شد. وی در سال ۱۹۷۴ با وی ازدواج نمود. این زوج صاحب دو دو دختر به نام‌های شوایلر (زاده ۱۹۸۲) و مدیسن (زاده ۱۹۸۸) هستند.

## فیلم‌شناسی

### سینمایی
| سال  | فیلم                                           | نقش                     | یادداشت                                    |
| ---- | ---------------------------------------------- | ----------------------- | ------------------------------------------ |
| ۱۹۷۰ | Women in Revolt                                | دختر اضافی در بار       | در عنوان بندی ذکر نشد                      |
| ۱۹۷۲ | نخستین برش                                     | پوپی                    |                                            |
| ۱۹۷۳ | زمین‌های لم‌یزرع                                 | Holly Sargis            |                                            |
| ۱۹۷۴ | The Migrants                                   | واندا تریمپین           |                                            |
| ۱۹۷۶ | کری                                            | کری وایت                |                                            |
| ۱۹۷۶ | به لس آنجلس خوش آمدید                          | لیندا موری              |                                            |
| ۱۹۷۷ | سه زن                                          | پینکی رز                |                                            |
| ۱۹۸۰ | دختر معدنچی زغال سنگ                           | لرتا لین                |                                            |
| ۱۹۸۰ | ضربان قلب                                      | کرولین کسدی             |                                            |
| ۱۹۸۱ | مرد ژنده                                       | نیتا لانگلی             |                                            |
| ۱۹۸۲ | گمشده                                          | Beth Horman             |                                            |
| ۱۹۸۳ | مردی با دو مغز                                 | Anne Uumellmahaye       | صدا (در عنوان بندی ذکر نشد)                |
| ۱۹۸۴ | رودخانه                                        | می گاروی                |                                            |
| ۱۹۸۴ | Terror in the Aisles                           |                         | Archival footage                           |
| ۱۹۸۵ | ماری                                           | Marie Ragghianti        |                                            |
| ۱۹۸۶ | بنفشه‌ها آبی هستند                              | Augusta 'Gussie' Sawyer |                                            |
| ۱۹۸۶ | 'night, Mother                                 | جسی کیتس                |                                            |
| ۱۹۸۶ | جنایت‌های دل                                    | Babe Magrath Botrelle   |                                            |
| ۱۹۸۶ | مردی با دو مغز                                 |                         |                                            |
| ۱۹۹۰ | The Long Walk Home                             | میریام تامپسن           |                                            |
| ۱۹۹۱ | Hard Promises                                  | Christine Ann Coalter   |                                            |
| ۱۹۹۱ | جی‌اف‌کی                                         | لیز گریسن               |                                            |
| ۱۹۹۴ | Trading Mom                                    | نقش‌های مختلف            | همچنین شناخته شدن با عنوانThe Mommy Market |
| ۱۹۹۵ | ساز چمن                                        | Verena Talbo            |                                            |
| ۱۹۹۵ | اگر این دیوارها می‌توانستند صحبت کنند           |                         |                                            |
| ۱۹۹۷ | رنج                                            | مارجی فاگ               |                                            |
| ۱۹۹۹ | انفجاری از گذشته                               | هلن توماس وبر           |                                            |
| ۱۹۹۹ | خشم ۲                                          |                         |                                            |
| ۱۹۹۹ | داستان استریت                                  | رز 'رزی' استریت         |                                            |
| ۲۰۰۱ | در اتاق خواب                                   | روث فاولر               |                                            |
| ۲۰۰۱ | ماما                                           | سیبیل دنفورث            |                                            |
| ۲۰۰۲ | تاک ابدی                                       | می تاک                  |                                            |
| ۲۰۰۴ | خانه‌ای در انتهای دنیا                          | آلیس گلاور              |                                            |
| ۲۰۰۵ | نه زندگی                                       | روث                     |                                            |
| ۲۰۰۵ | حلقه دو                                        | اِوِلین                   |                                            |
| ۲۰۰۵ | سرزمین شمالی                                   | آلیس ایمز               |                                            |
| ۲۰۰۶ | یک جن‌زده آمریکایی                              | لوسی بل                 |                                            |
| ۲۰۰۶ | Summer Running: The Race to Cure Breast Cancer | خانم فلورا گود          |                                            |
| ۲۰۰۷ | Gray Matters                                   | سیدنی                   |                                            |
| ۲۰۰۷ | Hot Rod                                        | مری پاول                |                                            |
| ۲۰۰۷ | Pictures of Hollis Woods                       | جوسی کیهیل              |                                            |
| ۲۰۰۸ | لیک سیتی                                       | مگی                     |                                            |
| ۲۰۰۸ | چهار کریسمس                                    | پائولا (مادر برد)       |                                            |
| ۲۰۰۹ | ندامت                                          | متی درو                 |                                            |
| ۲۰۱۱ | خدمتکاران                                      | خانوم والترز            |                                            |
| ۲۰۱۲ | سقوط مرگبار                                    | جو میلز                 |                                            |
| ۲۰۱۸ | پیرمرد و تفنگ                                  |                         |                                            |

### مجموعه تلویزیونی
- والتون‌ها (۱۹۷۳)
- کاترین (۱۹۷۵)
- یک مسئله خصوصی (۱۹۹۲)
- جایی برای آنی (۱۹۹۴)
- عشق بزرگ (۱۱–۲۰۱۰)

## جوایز و افتخارات
- فهرست ستاره‌های پیاده‌رو شهرت هالیوود

| سال  | جایزه                                                                                        | اثر نامزد شده                     | نتیجه    |
| ---- | -------------------------------------------------------------------------------------------- | --------------------------------- | -------- |
| ۱۹۷۳ | BAFTA Award for Most Promising Newcomer                                                      | Badlands                          | نامزدشده |
| ۱۹۷۶ | Avoriaz Fantastic Film Festival – Special Distinction Award                                  | کری                               | برنده    |
| ۱۹۷۶ | National Society of Film Critics Award for Best Actress                                      | کری                               | برنده    |
| ۱۹۷۶ | جایزه حلقه منتقدان فیلم نیویورک برای بهترین بازیگر نقش اول زن (مقام سوم)                     | کری                               | برنده    |
| ۱۹۷۶ | جایزه اسکار بهترین بازیگر نقش اول زن                                                         | کری                               | نامزدشده |
| ۱۹۷۷ | National Society of Film Critics Award for Best Supporting Actress (مقام سوم)                | سه زن                             | برنده    |
| ۱۹۷۷ | جایزه حلقه منتقدان فیلم نیویورک برای بهترین بازیگر نقش مکمل زن                               | سه زن                             | برنده    |
| ۱۹۸۰ | جایزه اسکار بهترین بازیگر نقش اول زن                                                         | دختر معدنچی زغال سنگ              | برنده    |
| ۱۹۸۰ | ۳۸مین جایزه گلدن گلوب بهترین بازیگر زن فیلم موزیکال یا کمدی                                  | دختر معدنچی زغال سنگ              | برنده    |
| ۱۹۸۰ | Kansas City Film Critics Circle Award for Best Actress                                       | دختر معدنچی زغال سنگ              | برنده    |
| ۱۹۸۰ | جایزه انجمن منتقدان فیلم لس آنجلس برای بهترین بازیگر نقش اول زن                              | دختر معدنچی زغال سنگ              | برنده    |
| ۱۹۸۰ | جایزه هیئت ملی بازبینی فیلم برای بهترین بازیگر نقش اول زن                                    | دختر معدنچی زغال سنگ              | برنده    |
| ۱۹۸۰ | National Society of Film Critics Award for Best Actress                                      | دختر معدنچی زغال سنگ              | برنده    |
| ۱۹۸۰ | جایزه حلقه منتقدان فیلم نیویورک برای بهترین بازیگر نقش اول زن                                | دختر معدنچی زغال سنگ              | برنده    |
| ۱۹۸۰ | Grammy Award for Best Female Country Vocal Performance                                       | دختر معدنچی زغال سنگ (Soundtrack) | نامزدشده |
| ۱۹۸۰ | جایزه بفتای بهترین بازیگر نقش اول زن                                                         | دختر معدنچی زغال سنگ              | نامزدشده |
| ۱۹۸۲ | جایزه اسکار بهترین بازیگر نقش اول زن                                                         | گم‌شده                             | نامزدشده |
| ۱۹۸۲ | جایزه بفتای بهترین بازیگر نقش اول زن                                                         | گم‌شده                             | نامزدشده |
| ۱۹۸۲ | ۴۰ام جایزه گلدن گلوب بهترین بازیگر زن فیلم درام                                              | گم‌شده                             | نامزدشده |
| ۱۹۸۴ | جایزه اسکار بهترین بازیگر نقش اول زن                                                         | رودخانه                           | نامزدشده |
| ۱۹۸۴ | ۴۲ام جایزه گلدن گلوب بهترین بازیگر زن فیلم درام                                              | رودخانه                           | نامزدشده |
| ۱۹۸۶ | ۴۴ام جایزه گلدن گلوب بهترین بازیگر زن فیلم موزیکال یا کمدی                                   | جنایت‌های دل                       | برنده    |
| ۱۹۸۶ | Kansas City Film Critics Circle Award for Best Actress                                       | جنایت‌های دل                       | برنده    |
| ۱۹۸۶ | جایزه حلقه منتقدان فیلم نیویورک برای بهترین بازیگر نقش اول زن                                | جنایت‌های دل                       | برنده    |
| ۱۹۸۶ | جایزه اسکار بهترین بازیگر نقش اول زن                                                         | جنایت‌های دل                       | نامزدشده |
| ۱۹۹۴ | جایزه انجمن بازیگران فیلم برای بهترین بازیگر نقش زن برای سریال کوتاه یا فیلم تلویزیونی       | A Place for Annie                 | نامزدشده |
| ۱۹۹۵ | جایزه امی ساعات پربیننده برای بهترین بازیگر نقش مکمل زن در مجموعه کوتاه یا فیلم تلویزیونی    | The Good Old Boys                 | نامزدشده |
| ۱۹۹۵ | Bronze Wrangler for Television Feature Film Television Feature Film                          | Streets of Laredo                 | برنده    |
| ۱۹۹۹ | جایزه ساترن بهترین بازیگر نقش مکمل زن                                                        | Blast from the Past               | نامزدشده |
| ۱۹۹۹ | Las Vegas Film Critics Society Award for Best Supporting Actress                             | داستان استریت                     | نامزدشده |
| ۱۹۹۹ | جایزه ستلایت برای بهترین بازیگر نقش مکمل زن                                                  | داستان استریت                     | نامزدشده |
| ۲۰۰۱ | American Film Institute Award for Actress of the Year                                        | در اتاق خواب                      | برنده    |
| ۲۰۰۱ | Boston Society of Film Critics Award for Best Actress                                        | در اتاق خواب                      | برنده    |
| ۲۰۰۱ | Critics' Choice Movie Award for Best Actress                                                 | در اتاق خواب                      | برنده    |
| ۲۰۰۱ | Dallas-Fort Worth Film Critics Association Award for Best Actress                            | در اتاق خواب                      | برنده    |
| ۲۰۰۱ | Florida Film Critics Circle Award for Best Actress                                           | در اتاق خواب                      | برنده    |
| ۲۰۰۱ | جایزه گلدن گلوب بهترین بازیگر زن فیلم درام                                                   | در اتاق خواب                      | برنده    |
| ۲۰۰۱ | Independent Spirit Award for Best Lead Female                                                | در اتاق خواب                      | برنده    |
| ۲۰۰۱ | جایزه انجمن منتقدان فیلم لس آنجلس برای بهترین بازیگر نقش اول زن                              | در اتاق خواب                      | برنده    |
| ۲۰۰۱ | National Society of Film Critics Award for Best Actress (مقام دوم)                           | در اتاق خواب                      | برنده    |
| ۲۰۰۱ | جایزه حلقه منتقدان فیلم نیویورک برای بهترین بازیگر نقش اول زن                                | در اتاق خواب                      | برنده    |
| ۲۰۰۱ | Satellite Award for Best Actress - Motion Picture Drama                                      | در اتاق خواب                      | برنده    |
| ۲۰۰۱ | Southeastern Film Critics Association Award for Best Actress                                 | در اتاق خواب                      | برنده    |
| ۲۰۰۱ | Sundance Film Festival Special Jury Prize for Dramatic Acting (مشترک به همراه تام ویلکینسون) | در اتاق خواب                      | برنده    |
| ۲۰۰۱ | Vancouver Film Critics Circle Award for Best Actress                                         | در اتاق خواب                      | برنده    |
| ۲۰۰۱ | جایزه اسکار بهترین بازیگر نقش اول زن                                                         | در اتاق خواب                      | نامزدشده |
| ۲۰۰۱ | جایزه بفتای بهترین بازیگر نقش اول زن                                                         | در اتاق خواب                      | نامزدشده |
| ۲۰۰۱ | جایزه انجمن منتقدان فیلم شیکاگو برای بهترین بازیگر نقش اول زن                                | در اتاق خواب                      | نامزدشده |
| ۲۰۰۱ | Online Film Critics Society Award for Best Actress                                           | در اتاق خواب                      | نامزدشده |
| ۲۰۰۱ | جایزه انجمن بازیگران فیلم برای عملکرد فوق العاده توسط یک بازیگر نقش اول زن در نقش اصلی       | در اتاق خواب                      | نامزدشده |
| ۲۰۰۱ | Screen Actors Guild Award for Outstanding Performance by a Cast in a Motion Picture          | در اتاق خواب                      | نامزدشده |
| ۲۰۰۱ | Satellite Award for Best Actress – Miniseries or Television Film                             | Midwives                          | نامزدشده |
| ۲۰۰۱ | جایزه انجمن بازیگران فیلم برای بهترین بازیگر نقش زن برای سریال کوتاه یا فیلم تلویزیونی       | Midwives                          | نامزدشده |
| ۲۰۰۲ | جایزه امی ساعات پربیننده برای بهترین بازیگر نقش مکمل زن در مجموعه کوتاه یا فیلم تلویزیونی    | Last Call                         | نامزدشده |
| ۲۰۰۲ | Satellite Award for Best Actress – Miniseries or Television Film                             | Last Call                         | نامزدشده |
| ۲۰۰۲ | جایزه ساترن بهترین بازیگر نقش مکمل زن                                                        | Tuck Everlasting                  | نامزدشده |
| ۲۰۰۵ | Locarno International Film Festival Award for Best Actress Ensemble                          | Nine Lives                        | برنده    |
| ۲۰۰۷ | جایزه گلدن گلوب بهترین بازیگر نقش زن برای سریال کوتاه یا فیلم تلویزیونی                      | Pictures of Hollis Woods          | نامزدشده |
| ۲۰۱۱ | Primetime Emmy Award for Outstanding Guest Actress in a Drama Series                         | عشق بزرگ                          | نامزدشده |
| ۲۰۱۱ | Hollywood Film Festival Award for Ensemble of the Year                                       | خدمتکاران                         | برنده    |
| ۲۰۱۱ | National Board of Review Award for Best Cast                                                 | خدمتکاران                         | برنده    |
| ۲۰۱۱ | Satellite Award for Best Cast – Motion Picture                                               | خدمتکاران                         | برنده    |
| ۲۰۱۱ | Screen Actors Guild Award for Outstanding Performance by a Cast in a Motion Picture          | خدمتکاران                         | برنده    |